# لوري هيورينج
لوري هيورينج (بالإنجليزية: Lori Heuring)‏ هي ممثلة أمريكية، ولدت في 6 أبريل 1973 في بنما.

## أعمال

### أفلام
- (2001) طريق مولهولاند[4][5]
- (2003) إدارة الغضب[6]
- (2008) ليلة حفل التخرج[7]
- (2011) جست جو وذ إت[8]

## وصلات خارجية
- لوري هيورينج على موقع IMDb (الإنجليزية)
- لوري هيورينج على موقع ألو سيني (الفرنسية)
- لوري هيورينج على موقع أول موفي (الإنجليزية)
- لوري هيورينج على موقع قاعدة بيانات الأفلام السويدية (السويدية)
- لوري هيورينج على موقع قاعدة بيانات الفيلم (الإنجليزية)
- لوري هيورينج على موقع كينوبويسك (الروسية)